# ظلمت‌پرستی

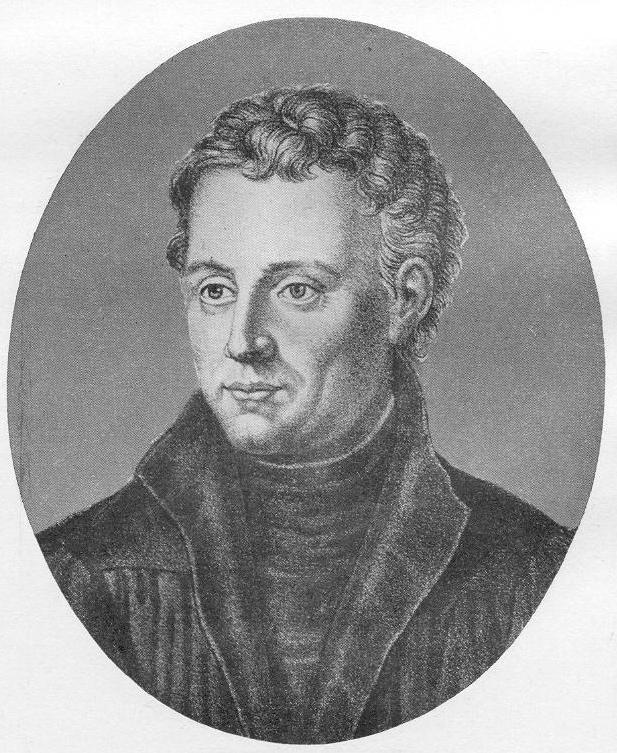
یوهان ریشلین (۱۵۲۲–۱۴۵۵) محقق اومانیست فعالانه با ظلمت پرستی مذهبی مخالفت کرد.

تاریک‌اندیشی و ظلمت‌پرستی عمل ارائه دادن عمدی اطلاعات به روشی نادقیق و ثقیل‌الفهم است که برای محدود کردن تحقیق و درک بیشتر طراحی شده‌است. دو علامت تاریخی و فکری از ظلمت‌پرستی وجود دارد: (۱) محدود کردن عمدی دانش - مخالفت با انتشار دانش. و (۲) ابهام عمدی - یک سبک ادبی یا هنری دشوار، که مشخصهٔ آن ابهام عمدی است.
در قرن هجدهم، فلاسفهٔ روشنگری اصطلاح ظلمت‌پرست را برای هر دشمن روشنگریِ فکری و انتشار آزاد دانش به کار بردند. در قرن نوزدهم، فریدریش نیچه در تمایز انواع تاریکی در متافیزیک و الهیات از تاریک بودن "ظریف‌تر" فلسفه انتقادی امانوئل کانت و شک و تردید فلسفی مدرن، گفت: "عنصر اساسی در هنر سیاه ظلمت‌پرستی این نیست که می‌خواهد درک فردی را تاریک کند، بلکه می‌خواهد تصویر ما را از جهان سیاه کند و ایده وجودمان را تاریک کند."

## توسل به احساسات

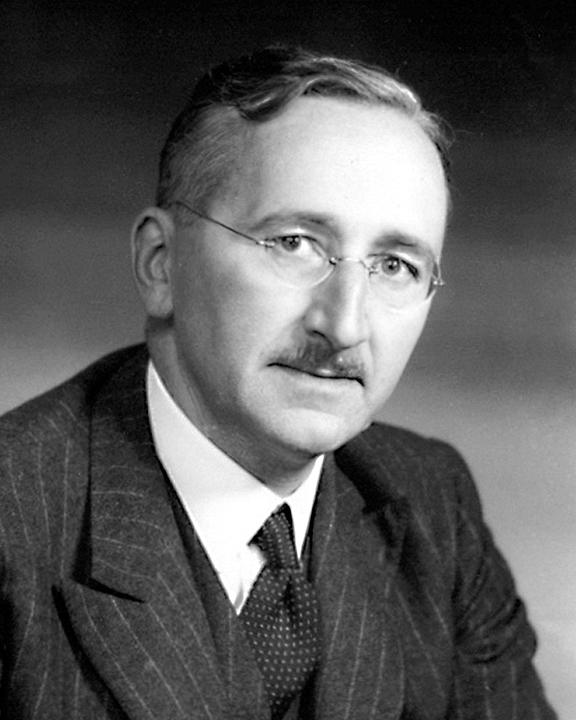
اقتصاددان فردریش آگوست فون هایک

در مقاله «چرا من محافظه کار نیستم» (۱۹۶۰)، اقتصاددان فردریش فون هایک گفت که محافظه‌کاری سیاسی از نظر ایدئولوژیک، به خاطر ناتوانی شخص محافظه کار در انطباق با واقعیت‌های انسانیِ در حال تغییر و امتناع از ارائه یک برنامه سیاسی مثبت که منافع همه در یک جامعه را تأمین کند، غیر‌واقع‌بینانه است. در آن زمینه، هایک از اصطلاح پنهان‌گرایی به گونه دیگری استفاده کرد، تا انکار حقیقت تجربی نظریه علمی، به دلیل پیامدهای اخلاقی نامطلوبی که می‌تواند ناشی از پذیرش واقعیت باشد را نشان دهد و توصیف کند.

## یادداشت
1. ↑  بدین ترتیب ظلمت‌پرست را می‌توان فردی تعریف کرد که فعالانه علیه روشنگری و تبعات آن در اصلاح جامعه مبارزه می‌کند.